# 高橋勇夫 (アメリカ文学者)
高橋 勇夫（たかはし いさお、1953年 - ）は、日本の文芸評論家、アメリカ文学者。元専修大学法学部教授。

## 人物・来歴
岩手県出身。東京大学文学部英文科卒業。東京大学大学院人文科学研究科英語英文学専攻修士課程修了。修士論文はノーマン・メイラー論である「Existential Odyssey : An Advertisement for Norman Mailer」。専門は20世紀アメリカ文学、日本近現代文学及び英米思想。愛知教育大学助教授をへて専修大学助教授。
1987年に「帰属と彷徨──芥川龍之介論」（『群像』1987年6月号）で第30回群像新人文学賞評論部門を受賞。
マイケル・ポランニー、ハンナ・アーレントなどを翻訳している。
2018年3月、専修大学法学部教授を退任。

## 著書
- 『詭弁的精神の系譜──芥川、荷風、太宰、保田らの文学的更生術』（彩流社、2007.12）

## 訳書
- ヴィンセント・B・リーチ『アメリカ文学批評史』（彩流社、1995.7）
- アンソニー・シノット『ボディ・ソシアル　─身体と感覚の社会学』（筑摩書房、1997.12）
- マイケル・ポランニー『暗黙知の次元』（筑摩書房（ちくま学芸文庫）、2003.12）
- ハンナ・アーレント著、ジェローム・コーン編集『政治の約束』（筑摩書房、2008.1）のちちくま学芸文庫
- ミシェル・ヴィナヴェール『いつもの食事 2001年9月11日 (コレクション現代フランス語圏演劇） 佐藤康,根岸徹郎共訳. れんが書房新社, 2010.12
- リチャード・セネット『クラフツマン　─作ることは考えることである』（筑摩書房、2016.7）